# 1952年ヘルシンキオリンピックのアルゼンチン選手団
1952年ヘルシンキオリンピックのアルゼンチン選手団（1952ねんヘルシンキオリンピックのアルゼンチンせんしゅだん）は、1952年7月19日から8月3日にかけてフィンランドの首都ヘルシンキで開催された1952年ヘルシンキオリンピックのアルゼンチン選手団、およびその競技結果。

## 概要
今大会は金メダル1個、銀メダル2個、銅メダル2個の合計5個のメダルを獲得した。

## メダル
| メダル | 選手名             | 競技 | 種目         |
| ------ | ------------------ | ---- | ------------ |
| 銀     | レイナルド・ゴルノ | 陸上 | 男子マラソン |